# 江华郡
- 關於中国湖南省的一个县，請見「江华瑶族自治县」。
- 關於中国同名古郡，請見「江华郡 (唐朝)」。

江华郡（：／ Ganghwa gun */?）是韩国仁川广域市的一个郡，北面以漢江與朝鮮的開城市開豐區域相隔。总面积411.2km²，人口69,154人（2020年）。江华郡辖有江华岛、乔桐岛、席毛岛3个大岛及周边小岛。

## 行政区划

行政區劃圖

江华郡华分为1邑12面，辖有96个里。
- 江华邑 －
- 松海面 －
- 两寺面 －
- 河岾面 －
- 内可面 －
- 乔桐面 －
- 三山面 －
- 西岛面 －
- 良道面 －
- 华道面 －
- 吉祥面 －
- 佛恩面 －
- 仙源面 －

## 教育
- 嘉泉医科大学

## 外部連結
-  江华郡 （页面存档备份，存于）